# Pinhead (personaggio)
Pinhead (in italiano Puntaspilli), il cui nome quando era in vita era capitano Elliot Spencer, è il protagonista della serie cinematografica horror Hellraiser in quanto leader dei Cenobiti, ed è stato interpretato per i primi otto film da Doug Bradley, mentre in Hellraiser: Revelations è stato interpretato da Stephan Smith Collins, in Hellraiser: Judgment da Paul T. Taylor e in Hellraiser da Jamie Clayton.

## Personaggio
Nella saga cinematografica, Pinhead è il leader dei Cenobiti (come si evince quando ferma gli altri nella scena all'ospedale, accettando il patto con Kirsty), nonché l'unico ad apparire in tutte le pellicole della saga ma, nel racconto di Clive Barker, non è il leader dei Cenobiti e, anzi, non ha neanche un maggior spicco rispetto agli altri. Come gli altri Cenobiti, non ha un vero nome: l'appellativo Pinhead viene adoperato formalmente solo dal terzo film, su suggerimento dei fan.
Nel secondo episodio della saga veniamo a sapere che in passato era un veterano della Prima guerra mondiale, il capitano Elliot Spencer, che a causa dell'esperienza bellica iniziò a cercare nuove vie di piacere e dolore, trovandole nella misteriosa Scatola di Lemarchand reperita durante il suo servizio in India negli anni venti, da cui fu inghiottito. Una volta entrato nella dimensione parallela, Spencer fu trasformato in Cenobita dal Leviatano ("Leviathan"), l'Entità demoniaca che governa quella dimensione labirintica (mentre nei film non viene fatto riferimento specifico, qualcosa di più al riguardo viene detto nel racconto di Barker).
Pinhead ha rappresentato un distacco dagli altri cattivi dei film horror, infatti, a differenza di Leatherface, Jason Voorhees e Michael Myers, può parlare ma lo fa raramente e quasi mai in modo ironico, come invece fanno Freddy Krueger, Tall Man, Chucky, Candyman, Djin o il Leprechaun. Solo nel terzo film appare insolitamente spigliato e ironico.
Un'altra cosa che lo differenzia da altri mostri è che talvolta è disposto a trattare e dare quindi una possibilità di grazia alla vittima, solitamente Kirsty Cotton, il che lo avvicina molto a Jigsaw (in Hellraiser sembra infatti accettare l'accordo con Kirsty, anche se poi ci ripensa, in Hellbound: Hellraiser II - Prigionieri dell'Inferno discute ma rifiuta l'accordo con Kirsty, in Hellraiser: Hellseeker accetta che Kirsty offra cinque anime in cambio della sua e, infine, in  Hellraiser propone lei stessa a Riley di scegliere se seguirli o sacrificare qualcun altro al suo posto).
Pinhead non uccide rapidamente poiché, come gli altri Cenobiti, è amante della tortura e neanche la morte farà finire la sofferenza delle sue vittime, dato che verranno portate nella dimensione parallela labirintica, dove Pinhead avrà "«tutta l'eternità per conoscere la tua carne»".
Viene ucciso da Cenobita Channard nel secondo film, ritornando alle sue sembianze umane ma, a fine film, la sua parte Cenobita riapparirà, insieme alla Scatola di Lemarchand, imprigionata nella Colonna Infernale ("Pillar of Souls") dalla quale verrà liberato nel terzo film, durante il quale si riunirà alla sua parte umana che era imprigionata nel Limbo. Nel quarto film morirà (forse) definitivamente sulla stazione spaziale Minosse nel 2127 a cause della Configurazione di Elysium ("Elysium Configuration") creata da Paul Merchant.

## Produzione
Clive Barker ha dichiarato di voler far scomparire Pinhead, ma di volerlo fare con stile. 
Dal 1987 al 2005, Pinhead è stato interpretato da Doug Bradley e ha avuto diversi doppiatori (Michele Kalamera, Sandro Sardone, Romano Malaspina, Andrea Lala, Francesco Pannofino e Alessandro Rossi nel settimo e ottavo film).
Nel 2011 è uscito in DVD Hellraiser: Revelations (inedito in Italia), dove per la prima volta il personaggio non è interpretato da Doug Bradley ma dal più giovane Stephan Smith Collins; il film è stato aspramente criticato sia da Clive Barker che dai fan che sono rimasti scontenti del cambio di attore. 
Nel 2018, invece, è uscito Hellraiser: Judgment (inedito in Italia), dove, per la seconda volta, Pinhead non è interpretato da Doug Bradley ma da Gary J. Tunnicliffe.
Infine, nel reboot del 2022, Hellraiser, Pinhead non solo non è interpretato da Doug Bradley ma, per la prima volta, è interpretato da una donna, l'attrice Jamie Clayton. 
Il capitano Elliot Spencer, invece, appare in Hellbound: Hellraiser II - Prigionieri dell'Inferno e in Hellraiser III - Inferno sulla città, dove è interpretato da Doug Bradley e doppiato - solo nel secondo perché nel primo non ha battute - da Luca Biagini.

## Poteri e abilità
Pinhead è un essere potente in grado di fare quasi ogni cosa, ha una forza sovrumana, può tele-trasportarsi e ha poteri telecinetici (che usa per controllare delle catene uncinate, con cui intrappola e fa a pezzi le vittime).
Nel terzo capitolo mostra anche la capacità di leggere nel pensiero e controllare la mente delle persone e di creare altri cenobiti donandogli poteri di vario tipo, nel quarto capitolo mostra anche di saper controllare i sogni e, nel quinto capitolo di mutare aspetto (prende le sembianze del Dr. Paul Gregory).
Nei fumetti si evince che ha il potere di trasmigrare da un corpo all'altro, di dominare il fuoco infernale e di poter aumentare le sue dimensioni a dismisura.

## La saga
La serie è divisa in undici film:
1. Hellraiser - Non ci sono limiti (Hellraiser)
2. Hellbound: Hellraiser II - Prigionieri dell'Inferno (Hellbound: Hellraiser II)
3. Hellraiser III - Inferno sulla città (Hellraiser III: Hell on Earth)
4. Hellraiser - La stirpe maledetta (Hellraiser: Bloodline)
5. Hellraiser 5: Inferno (Hellraiser: Inferno)
6. Hellraiser: Hellseeker
7. Hellraiser: Deader
8. Hellraiser: Hellworld
9. Hellraiser: Revelations
10. Hellraiser: Judgment
11. Hellraiser

## Libri e fumetti
La prima apparizione di Pinhead avviene nel romanzo di Clive Barker Schiavi dell'inferno. In questa iniziale versione si presenta piuttosto diverso da come apparve poi nei film, venendo descritto come un essere onnipotente dall'aspetto sessualmente ambiguo (con una voce sottile e dal suono femmineo), per via delle mutilazioni subite ai genitali, e l'abbigliamento e il cranio ornato di chiodi che lo ha sempre contraddistinto nelle opere successive (ma con l'aggiunta di un chiodo che gli trafigge la lingua). È confermato essere al servizio, come i compagni, dell'entità nota come "Ingegnere". Nella sceneggiatura originale del film - raccolta poi in volume, nel 1996, col titolo Hellraiser: a film by Clive Barker e venduta in omaggio con il laserdisc del primo film - il suo ruolo e il suo aspetto diverranno poi gli stessi del film.
Il personaggio appare poi in varie serie a fumetti. Nella miniserie intitolata Pinhead (pubblicato dalla Epic Comics, divisione della Marvel) questo essere è raffigurato come l'ultima incarnazione dello spirito cenobita Xipe Totec, un'entità basata sull'omonima divinità della mitologia azteca. In un'altra storia dal titolo Harrowing, Pinhead si rivela di essere stato coinvolto in una relazione sentimentale con un cenobita di nome Merkova, che è stato poi ucciso dai discepoli di Morte Mamme, la sorella e rivale del dio infernale Leviathan. Alla fine della saga Pinhead giunge all'inferno, spodesta Satana e diventa il nuovo sovrano degli inferi. Nel crossover con Marshal Law viene rivelato che l'incarnazione umana di Pinhead, il capitano Elliot Spencer, prese parte alla battaglia della Somme.
Capitano Spencer ha un cameo nel romanzo Il barone sanguinario - secondo capitolo della saga di Anno Dracula di Kim Newman, in cui lavora come agente del Club Diogene. Traumatizzato dalla guerra, Spencer cerca di ottenere l'invalidità per non tornare nell'esercito infilandosi dei chiodi nel cranio (nella sua introduzione alla raccolta di Newman The Original Doctor Shade and Other Stories Neil Gaiman afferma che «Kim Newman è stato l'ispirazione principale per Pinhead»).
Nel 2011, Barker ha iniziato a scrivere una serie a fumetti di Hellraiser per la casa editrice BOOM!, ambientata qualche tempo dopo gli eventi del terzo film della saga. In questa storia Pinhead si ricongiunge all'inferno con i suoi compagni Cenobiti dei primi due film (tra cui Chatterer, Female Cenobite e Butterball), dove, convinto di vivere un'esistenza inutile, entra in crisi depressiva. Decidendo quindi di voler tornare definitivamente alla sua forma umana e cercare la salvezza spirituale, inizia a inviare messaggi in forma anonima a Kirsty Cotton per quanto riguarda le posizioni dei manufatti che evocano cenobiti, per darle così modo di distruggerli. Quando la ragazza individua e apre la Configurazione dei Lamenti, Pinhead e i suoi compagni cenobiti sembrano volerla uccidere ma all'ultimo minuto Pinhead tradisce i suoi compagni Cenobiti e, coadiuvato da Kirsty, li uccide tutti. A partire dal numero del settembre 2011, non è chiaro se Pinhead sta cercando di costringere Kirsty a prendere il suo posto come il capo dei cenobiti, o se i suoi piani per tornare a una forma umana comprendono un qualche interesse romantico verso di lei.
Pinhead appare come antagonista principale di Vangeli di sangue, uno degli ultimi romanzi di Barker (pubblicato nel 2015), seguito diretto di Schiavi dell'Inferno, e nel quale si scontra con Harry D'Amour - investigatore dell'occulto comparso in passato in altre opere di Barker. Non avendo mai apprezzato il nome di "Pinhead" (coniato dai fan della saga) Barker decide di rinominare il personaggio con il più formale titolo di "Sacerdote Infernale", che è il secondo nome con il quale il personaggio è conosciuto. L'antipatia di Barker per il nome "Pinhead" si riflette nelle reazioni di Pinhead nel sentirsi chiamare in questo modo: il demone infatti considera tale nome una grave offesa e punisce in modi estremamente crudeli e dolorosi chi osa fare uso di tale appellativo.
La trama nel romanzo imposta l'ambientazione dell'Inferno come una miscela tra Europa e l'antica Grecia, e Pinhead riveste un ruolo di grande autorità ed importanza nella comunità infernale, governando sull'Inferno in assenza di Lucifero, che ha abbandonato l'Inferno poco dopo la sua caduta dal Paradiso. Dopo aver ottenuto tutte le fonti conosciute della magia sulla Terra nel corso di un lungo periodo di tempo, Pinhead rivela a Harry D'Amour che egli ha segretamente eliminato i suoi rivali all'Inferno, assumendo così il controllo completo del regno. Egli rapisce anche Norma, amica di Harry, usandola come ostaggio per visitare una sezione vietata dell'Inferno dove Lucifero sembrerebbe risiedere. L'obbiettivo di Pinhead è quello di incontrare Satana, nella speranza di ottenere l'illuminazione dal suo incontro. Tuttavia, egli trova solo Lucifero, morto in una cripta con la sua armatura. Pinhead quindi rimuove e indossa l'armatura di Lucifero, commettendo involontariamente l'errore di risuscitarlo. I due demoni ingaggiano quindi uno scontro in cui Lucifero ha la meglio e Pinhead, prima di morire riesce a uccidere Norma e ad accecare Harry. I suoi resti sono infine distrutti quando una forza invisibile annichilisce l'Inferno, mentre Satana lascia il regno per giungere sulla Terra dopo la battaglia.
Va inoltre segnalato un altro importante riferimento a Pinhead in Sherlock Holmes and the Servants of Hell, romanzo crossover (scritto da Paul Kane) tra le storie di Sherlock Holmes e l'universo cinematografico di Hellraiser. Mentre indaga sulla natura della Configurazione dei Lamenti, Holmes apprende che è stata responsabile della scomparsa di un tenente di nome Spencer, che ha un figlio chiamato Ellie che vorrebbe unirsi all'esercito, con il dottor Watson che ipotizza che "Ellie" si vorrà unire all'esercito per le ragioni sbagliate, in assenza di una figura paterna. Più avanti nella trama, Watson incontra un Cenobita con schegge di vetro conficcate nella testa in un modo simile a Pinhead, e successivamente ha dei flashback / flashforward in cui vede altri Cenobiti, tra cui una figura che li sovrasta tutti che è fortemente implicito possa essere Pinhead.
Nel 2018 Pinhead appare in un ulteriore romanzo: Hellraiser: Il Tributo, scritto da Mark Alan Miller con la supervisione di Clive Barker e che colma il divario tra Schiavi dell'Inferno e The Scarlet Gospels. In questo romanzo, Pinhead (identificato come "l'Uomo Freddo") ha un nuovo confronto con Kirsty Cotton, alla quale rivela i propri piani di conquista dell'Inferno e della cattura di un mortale che faccia da testimone alla sua ascesa al potere (che si rivelerà essere appunto Harry D'Amour). 
Sebbene siano definiti sequel di Schiavi dell'Inferno, The Scarlet Gospels e Hellraiser: Il Tributo in realtà sono reboot che si svolgono in una nuova continuity, che fa riferimento al primo film (o alla sua sceneggiatura), piuttosto che al romanzo. Ad esempio, Larry Cotton e Kirsty Cotton sono padre e figlia, mentre nel libro Larry (che in Schiavi dell'Inferno era chiamato Rory) e Kirsty erano amici e Kirsty era innamorata di lui, e la Configurazione del Lamento è descritta come simile al film (con decorazioni dorate), mentre nel libro aveva un aspetto e dei colori diversi (era nera e senza decorazioni). L'aspetto di Pinhead, nei due romanzi viene quindi descritto come più simile al Pinhead dei film, perdendo così le connotazioni femminili con le quali era stato descritto in Schiavi Dell'Inferno e ripristinando il suo ruolo di leader dei Cenobiti (nel primo libro, benché non ci fosse una sostanziale differenza di rango tra i quattro Cenobiti, un ruolo di leader era vagamente attribuito ad un Cenobita con il corpo dilaniato da catene, che patteggiava con Kirsty e pronunciava le iconiche frasi di Pinhead). Altro particolare molto importante è che, a differenza dei film e dei fumetti ad essi collegati, nei romanzi Pinhead non è l'incarnazione demoniaca del capitano Elliot Spencer. È confermato essere stato un tempo un umano, ma la sua reale identità è ignota. In Scarlet Gospels si lascia intendere che sia divenuto un demone in un'epoca molto antica (tant'è vero che la sua fama gli ha permesso di essere citato in antichi manoscritti o ritratto in quadri e disegni).

## Pinhead in altre opere
- Una bozza del film Freddy vs. Jason prevedeva che Pinhead apparisse alla fine della pellicola, fermando lo scontro tra i due protagonisti dicendo: "Ditemi, signori, qual è il problema?" ("Gentlemen, what seems to be the problem?" in inglese)[1]. L'idea venne accantonata poiché il personaggio sarebbe stato troppo potente per inserirlo in questo contesto e, poiché la saga di Hellraiser apparteneva ad un altro studio cinematografico, i diritti sarebbero costati troppo.
- Nel film La sposa di Chucky quest'ultimo, dopo aver sparato dei chiodi nel cranio di una vittima, dice: "Non so perché ha un'aria così familiare".
- Nel fumetto della DC Comics numero 122 di Flash, quest'ultimo dice al criminale Top di non comportarsi come se fosse Pinhead.
- Nella serie animata Le tenebrose avventure di Billy e Mandy, Billy trova un cubo simile a quello di Rubik che, una volta risolto, libera una creatura umanoide con dei birilli che le escono dal cranio.
- In un episodio della serie animata Due fantagenitori Timmy finisce in un circo e uno dei saltimbanchi è un uomo con la testa ricoperta di spilli, in grado di sparare questi ultimi.
- Nel numero 48 del fumetto Dylan Dog, intitolato Horror Paradise, l'indagatore dell'incubo affronta un regista, killer e psicopatico che ad un certo punto si traveste da Pinhead (affiancato da robot con sembianze da Cenobiti) e prova a spingere Dylan al suicidio.
- Nel manga Berserk di Kentarō Miura, i demoni facenti parte della "mano di Dio" sono evidentemente stati creati ispirandosi a Pinhead e ai Cenobiti, tanto per l'abbigliamento quanto per l'aspetto fisico grottesco e le mutilazioni; anche il Bejelit, sebbene differente nella forma, ha la stessa funzione della scatola chiamata "Configurazione del Lamento", ovvero di aprire un varco tra mondi che permette ai demoni di entrare in contatto con il nostro mondo.
- Pinhead viene ironicamente citato nel fumetto Spawn dal Violator, il demone arcinemico del protagonista, il quale, parlando dell'arcidemone Malebolgia, il suo signore, si riferisce a lui come "un demone vecchio stampo, con zoccoli e corna, non come una di quelle donnicciole di demoni new wave con ami da pesca che gli escono dalla faccia".
- Pinhead fa un'apparizione nel romanzo Il barone sanguinario, secondo capitolo della saga Anno Dracula dello scrittore inglese Kim Newman: qui appare come il capitano Elliot Spencer, quando era un essere umano, e lo vediamo trafiggersi il cranio con dei chiodi, per farsi dare l'infermità mentale per non dover combattere sul fronte.
- Craig Jones, tastierista della band metal statunitense Slipknot, nelle apparizioni con il gruppo indossa una maschera ispirata a Pinhead.
- Nel video della canzone Hellraiser dei Motörhead, il bassista e voce del gruppo Lemmy Kilmister gioca a poker, vincendo con un poker d'assi, contro Pinhead; dopo essere stato sconfitto, questi entra in un cubo.
- Nel film Quella casa nel bosco, quando i due protagonisti si trovano davanti alle gabbie dei mostri incontrano una versione "apocrifa" di Pinhead, con la faccia sfregiata da lame circolari al posto dei chiodi e con tra le mani una sfera che sostituisce il canonico cubo. La stessa sfera, all'inizio della pellicola, veniva maneggiata dai protagonisti, senza che però venisse spiegata la sua provenienza. Una volta liberato, si vede il cenobita girare per la struttura mietendo vittime.
- Nel manga e anime Hunter × Hunter il personaggio Illumi Zaoldieck, per travestirsi, usa degli aghi molto simili a chiodi, che una volta impiantati gli cambiano il viso così da ottenere un aspetto uguale a quello di Pinhead.
- Nell'episodio 7x07 della serie TV Buffy l'ammazzavampiri dal titolo Conversazioni con l'aldilà, quando Andrew Wells e Jonathan Levinson entrano nel nuovo liceo di Sunnydale, il primo dice che gli sembra di essere dentro Hellraiser e aggiunge di odiare Pinhead.
- In una scena del film Basic Instinct il detective Nick Curran viene svegliato in piena notte da una telefonata; sullo sfondo c'è una TV accesa con sequenze del film Hellraiser II: Prigionieri dell'inferno.
- Pinhead viene parodiato nel film Horror Movie.
- Nell'episodio 5x18 della serie animata I Griffin dal titolo Ti presento i miei, è presente una clip in cui Pinhead è seduto a tavola con una ragazza, alla quale fa lo scherzo di svitare leggermente il tappo della saliera così da rendere immangiabile la sua bistecca.
- Ulquiorra Schiffer, personaggio del manga e anime Bleach di Tite Kubo, sia per il ruolo interpretato sia per il carattere freddo ricorda molto Pinhead.
- Nell'episodio 6x06 della serie animata I Simpson dal titolo La paura fa novanta V, Pinhead compare assieme ad altri famosi personaggi di film horror nella storia di Halloween "The Shinning" mentre trascinano Homer fuori dalla dispensa dell'hotel di proprietà di Montgomery Burns.
- Nell'episodio 18x21 della serie animata I Simpson dal titolo Fermati o il cane spara!, Pinhead compare in un pensiero di Bart Simpson.
- Nell'episodio 23x01 della serie animata I Simpson dal titolo La spia venuta da... d'oh!, Pinhead compare in un flashback.
- Pinhead appare come killer nel DLC "Chapter XXI: Hellraiser" del videogioco Dead By Daylight.